# Список населённых пунктов городского округа Серпухов
В списке представлены населённые пункты городского округа Серпухов Московской области и их принадлежность к бывшим муниципальным образованиям упразднённого Серпуховского муниципального района. 
Перечень населённых пунктов городского округа (города областного подчинения с административной территорией), их наименование и тип даны в соответствии с Законом Московской области от 31 января 2023 года № 1/2023-ОЗ «О преобразовании городского округа Протвино Московской области, городского округа Пущино Московской области и городского округа Серпухов Московской области, о статусе и установлении границы вновь образованного муниципального образования» и Законом Московской области от 14 декабря 2018 года N 220/2018-ОЗ «Об объединении городского поселения Оболенск, городского поселения Пролетарский, сельского поселения Васильевское, сельского поселения Данковское, сельского поселения Дашковское, сельского поселения Калиновское, сельского поселения Липицкое Серпуховского муниципального района с городским округом Серпухов и внесении изменений в некоторые законы Московской области о статусе и границах муниципальных образований Московской области» и Постановлением губернатора Московской области от 15 июля 2020 г. № 329-ПГ «Об Учетных данных административно-территориальных и территориальных единиц Московской области».
В городской округ (город областного подчинения с административной территорией) входят 144 населённых пункта, в том числе 3 города и 141 сельский населённый пункт (из них 11 посёлков, 4 села, 124 деревень и 2 местечка).
| №   | Населённый пункт       | Тип             | Население | Бывшее (до 2018 года) муниципальное образование |
| --- | ---------------------- | --------------- | --------- | ----------------------------------------------- |
| 1   | Серпухов               | город           | ↗133 756  | городской округ Серпухов                        |
| 2   | Протвино               | город           | ↗37 221   | городской округ Протвино                        |
| 3   | Пущино                 | город           | ↘19 342   | городской округ Пущино                          |
| 4   | Агарино                | деревня         | ↗5        | сельское поселение Липицкое                     |
| 5   | Акулово                | деревня         | ↘7        | сельское поселение Дашковское                   |
| 6   | Аладьино               | деревня         | ↗8        | сельское поселение Липицкое                     |
| 7   | Алфертищево            | деревня         | ↘26       | сельское поселение Липицкое                     |
| 8   | Арнеево                | деревня         | ↗262      | сельское поселение Данковское                   |
| 9   | Байденки               | деревня         | ↗5        | сельское поселение Данковское                   |
| 10  | Балково                | деревня         | ↘292      | сельское поселение Липицкое                     |
| 11  | Банино                 | деревня         | ↗20       | сельское поселение Липицкое                     |
| 12  | Барыбино               | деревня         | ↗35       | сельское поселение Данковское                   |
| 13  | Биобаза-2              | посёлок         | ↗2        | сельское поселение Дашковское                   |
| 14  | Большая Городня        | деревня         | ↗136      | сельское поселение Липицкое                     |
| 15  | Большевик              | посёлок         | ↗7679     | сельское поселение Калиновское                  |
| 16  | Большое Грызлово       | деревня         | ↘1259     | сельское поселение Липицкое                     |
| 17  | Борисово               | деревня         | ↗667      | сельское поселение Данковское                   |
| 18  | Бутурлино              | деревня         | ↘1316     | сельское поселение Данковское                   |
| 19  | Васильевское           | деревня         | ↘1186     | сельское поселение Васильевское                 |
| 20  | Верхнее Шахлово        | деревня         | ↗23       | сельское поселение Дашковское                   |
| 21  | Верхние Велеми         | деревня         | ↗24       | сельское поселение Васильевское                 |
| 22  | Вечери                 | деревня         | ↗48       | сельское поселение Липицкое                     |
| 23  | Вихрово                | деревня         | ↘0        | сельское поселение Дашковское                   |
| 24  | Воздвиженка            | деревня         | ↘46       | сельское поселение Васильевское                 |
| 25  | Волково                | деревня         | ↗44       | сельское поселение Липицкое                     |
| 26  | Волохово               | деревня         | ↘57       | сельское поселение Липицкое                     |
| 27  | Воронино               | деревня         | ↗10       | сельское поселение Дашковское                   |
| 28  | Воскресенки            | деревня         | ↗7        | сельское поселение Данковское                   |
| 29  | Всходы                 | деревня         | ↗7        | сельское поселение Данковское                   |
| 30  | Высокие Дворики        | деревня         | ↗27       | сельское поселение Липицкое                     |
| 31  | Вязищи                 | деревня         | ↘2        | сельское поселение Липицкое                     |
| 32  | Гавшино                | деревня         | ↗182      | сельское поселение Дашковское                   |
| 33  | Глазово                | деревня         | ↗307      | сельское поселение Дашковское                   |
| 34  | Глазово-2              | деревня         | →8        | сельское поселение Липицкое                     |
| 35  | Глебово                | деревня         | ↘0        | сельское поселение Липицкое                     |
| 36  | Глубоково              | деревня         | ↘66       | сельское поселение Васильевское                 |
| 37  | Данки                  | местечко        | ↗2120     | сельское поселение Данковское                   |
| 38  | Дашковка               | деревня         | ↗239      | сельское поселение Дашковское                   |
| 39  | Демшинка               | деревня         | →1        | сельское поселение Липицкое                     |
| 40  | Дернополье             | деревня         | ↗15       | сельское поселение Дашковское                   |
| 41  | Дома отдыха «Авангард» | посёлок         | ↘360      | сельское поселение Васильевское                 |
| 42  | Дракино                | деревня         | ↗199      | сельское поселение Дашковское                   |
| 43  | Дубачино               | деревня         | →1        | сельское поселение Липицкое                     |
| 44  | Енино                  | село            | ↗6        | сельское поселение Данковское                   |
| 45  | Еськино                | деревня         | ↘51       | сельское поселение Липицкое                     |
| 46  | Жёрновка               | деревня         | ↗42       | сельское поселение Липицкое                     |
| 47  | Зайцево                | деревня         | ↗15       | сельское поселение Липицкое                     |
| 48  | Зиброво                | деревня         | ↗20       | сельское поселение Данковское                   |
| 49  | Злобино                | деревня         | ↗25       | сельское поселение Дашковское                   |
| 50  | Зыбинка                | деревня         | ↗19       | сельское поселение Липицкое                     |
| 51  | Ивановское             | деревня         | ↘266      | сельское поселение Васильевское                 |
| 52  | Ивантиново             | деревня         | ↗22       | сельское поселение Дашковское                   |
| 53  | Иваньково              | деревня         | ↗63       | сельское поселение Дашковское                   |
| 54  | Игнатьево              | деревня         | ↘6        | сельское поселение Дашковское                   |
| 55  | Игумново               | село            | ↘152      | сельское поселение Данковское                   |
| 56  | Калиново               | деревня         | ↗170      | сельское поселение Дашковское                   |
| 57  | Калиновские Выселки    | деревня         | ↘23       | сельское поселение Дашковское                   |
| 58  | Калугино               | деревня         | ↗105      | городское поселение Оболенск                    |
| 59  | Каменка                | деревня         | ↗97       | сельское поселение Васильевское                 |
| 60  | Каргашино              | деревня         | ↗51       | сельское поселение Липицкое                     |
| 61  | Карпова Поляна         | местечко        | ↘119      | сельское поселение Данковское                   |
| 62  | Кирпичного завода      | посёлок         | ↘879      | сельское поселение Липицкое                     |
| 63  | Клеймёново             | деревня         | →1        | сельское поселение Дашковское                   |
| 64  | Коптево                | деревня         | ↘0        | сельское поселение Липицкое                     |
| 65  | Костино                | деревня         | ↗24       | сельское поселение Данковское                   |
| 66  | Ланьшино               | деревня         | ↘0        | сельское поселение Липицкое                     |
| 67  | Левашово               | деревня         | ↗69       | сельское поселение Данковское                   |
| 68  | Левое Ящерово          | деревня         | ↗28       | сельское поселение Данковское                   |
| 69  | Липицы                 | село            | ↗3491     | сельское поселение Липицкое                     |
| 70  | Лисенки                | деревня         | ↘4        | сельское поселение Дашковское                   |
| 71  | Лужки                  | деревня         | ↗105      | сельское поселение Данковское                   |
| 72  | Лукино                 | деревня         | ↗115      | сельское поселение Васильевское                 |
| 73  | Лукьяново              | деревня         | ↘210      | сельское поселение Липицкое                     |
| 74  | Малое Грызлово         | деревня         | ↗5        | сельское поселение Липицкое                     |
| 75  | Малое Ящерово          | деревня         | →4        | сельское поселение Данковское                   |
| 76  | Манишки                | деревня         | ↗8        | сельское поселение Данковское                   |
| 77  | Мартьяново             | деревня         | ↗31       | сельское поселение Данковское                   |
| 78  | Мещериново             | деревня         | ↘6        | сельское поселение Липицкое                     |
| 79  | Мирный                 | посёлок         | ↘801      | сельское поселение Дашковское                   |
| 80  | Михайловка             | деревня         | ↗68       | сельское поселение Липицкое                     |
| 81  | Мокрое                 | деревня         | ↗16       | сельское поселение Дашковское                   |
| 82  | Московка               | деревня         | ↗78       | сельское поселение Васильевское                 |
| 83  | Нефедово               | деревня         | ↘303      | сельское поселение Васильевское                 |
| 84  | Нижнее Шахлово         | деревня         | ↗26       | сельское поселение Дашковское                   |
| 85  | Нижние Велеми          | деревня         | ↗10       | сельское поселение Васильевское                 |
| 86  | Никифорово             | деревня         | ↘154      | сельское поселение Данковское                   |
| 87  | Новая                  | деревня         | ↘4        | сельское поселение Васильевское                 |
| 88  | Новики                 | деревня         | ↘18       | сельское поселение Дашковское                   |
| 89  | Новинки-Бегичево       | деревня         | ↗59       | сельское поселение Данковское                   |
| 90  | Новосёлки              | посёлок         | ↗5        | сельское поселение Дашковское                   |
| 91  | Новосёлки              | деревня         | ↗16       | сельское поселение Липицкое                     |
| 92  | Новые Кузьменки        | деревня         | ↗27       | сельское поселение Васильевское                 |
| 93  | Оболенск               | посёлок         | ↘4096     | городское поселение Оболенск                    |
| 94  | Ока                    | посёлок станции | ↘1        | сельское поселение Липицкое                     |
| 95  | Палихово               | деревня         | ↗86       | сельское поселение Данковское                   |
| 96  | Паниково               | деревня         | ↗233      | сельское поселение Дашковское                   |
| 97  | Петровское             | деревня         | ↗37       | сельское поселение Васильевское                 |
| 98  | Петрухино              | деревня         | ↗7        | сельское поселение Данковское                   |
| 99  | Погари                 | деревня         | ↗15       | сельское поселение Данковское                   |
| 100 | Пограничный            | посёлок         |           | сельское поселение Данковское                   |
| 101 | Подмоклово             | деревня         | ↗222      | сельское поселение Липицкое                     |
| 102 | Правое Ящерово         | деревня         | ↗25       | сельское поселение Данковское                   |
| 103 | Прилуки                | деревня         | ↗23       | сельское поселение Данковское                   |
| 104 | Присады                | деревня         | ↘2        | сельское поселение Липицкое                     |
| 105 | Пролетарский           | посёлок         | ↗4287     | городское поселение Пролетарский                |
| 106 | Прончищево             | деревня         | ↘86       | сельское поселение Липицкое                     |
| 107 | Пущино                 | деревня         | ↗516      | сельское поселение Дашковское                   |
| 108 | Райсемёновское         | деревня         | ↗863      | сельское поселение Дашковское                   |
| 109 | Республика             | деревня         | ↘4        | сельское поселение Данковское                   |
| 110 | Рогово                 | деревня         | ↗13       | сельское поселение Липицкое                     |
| 111 | Родионовка             | деревня         | ↗77       | сельское поселение Васильевское                 |
| 112 | Родники                | деревня         | →1        | сельское поселение Данковское                   |
| 113 | Романовка              | деревня         | ↗16       | сельское поселение Дашковское                   |
| 114 | Рудаково               | деревня         | ↘2        | сельское поселение Дашковское                   |
| 115 | Рыблово                | деревня         | ↗5        | сельское поселение Васильевское                 |
| 116 | Рыжиково               | деревня         | ↗21       | сельское поселение Васильевское                 |
| 117 | Свиненки               | деревня         | ↘4        | сельское поселение Данковское                   |
| 118 | Селино                 | деревня         | ↗44       | сельское поселение Липицкое                     |
| 119 | Семеновское            | деревня         | ↘10       | сельское поселение Липицкое                     |
| 120 | Сенькино               | деревня         | ↗24       | сельское поселение Липицкое                     |
| 121 | Сераксеево             | деревня         | ↗11       | сельское поселение Данковское                   |
| 122 | Сидоренки              | деревня         | →0        | сельское поселение Дашковское                   |
| 123 | Скрёбухово             | деревня         | ↗7        | сельское поселение Дашковское                   |
| 124 | Скрылья                | деревня         | ↗267      | сельское поселение Дашковское                   |
| 125 | Соймоново              | деревня         | ↘0        | сельское поселение Данковское                   |
| 126 | Спас-Тешилово          | деревня         | ↘0        | сельское поселение Липицкое                     |
| 127 | Станки                 | деревня         | ↗23       | городское поселение Оболенск                    |
| 128 | Станково               | деревня         | ↗16       | городское поселение Пролетарский                |
| 129 | Старые Кузьменки       | деревня         | ↗142      | сельское поселение Васильевское                 |
| 130 | Судимля                | деревня         | ↗160      | сельское поселение Дашковское                   |
| 131 | Съяново-1              | деревня         | ↗55       | сельское поселение Васильевское                 |
| 132 | Съяново-2              | деревня         | ↗83       | сельское поселение Дашковское                   |
| 133 | Тверитино              | деревня         | ↗174      | сельское поселение Дашковское                   |
| 134 | Терехунь               | деревня         | ↗3        | сельское поселение Дашковское                   |
| 135 | Трухачёво              | деревня         | ↗6        | сельское поселение Липицкое                     |
| 136 | Тульчино               | деревня         | ↗17       | сельское поселение Липицкое                     |
| 137 | Турово                 | село            | ↘772      | сельское поселение Данковское                   |
| 138 | Федотовка              | деревня         | →2        | сельское поселение Липицкое                     |
| 139 | Фенино                 | деревня         | ↗24       | сельское поселение Васильевское                 |
| 140 | Шарапова Охота         | посёлок         | ↗718      | сельское поселение Васильевское                 |
| 141 | Шатово                 | деревня         | ↗29       | сельское поселение Дашковское                   |
| 142 | Шепилово               | деревня         | ↗53       | сельское поселение Липицкое                     |
| 143 | Щеболово               | деревня         | ↗186      | сельское поселение Липицкое                     |
| 144 | Якшино                 | деревня         | ↗39       | сельское поселение Липицкое                     |

После укрупнения городского округа с целью исключения наличия у двух одноимённых населённых пунктов одинаковых категорий постановлением Губернатора Московской области № 538-ПГ от 1 ноября 2019 года деревня Новосёлки бывшего сельского поселения Дашковское преобразована в посёлок.
Постановлением Губернатора Московской области №550-ПГ от 7 декабря 2020 года рабочие посёлки (посёлки городского типа) Оболенск и Пролетарский преобразованы в сельские населённые пункты – посёлки.